# Rampljusens barn
Rampljusens barn (italienska: Luci del varietà) är en italiensk film från 1950 av Alberto Lattuada och Federico Fellini, baserad på ett uppslag av Lattuadas hustru Carla Del Poggio. Del Poggio hade ursprungligen siktat på en karriär som dansare och skulle förmodligen ha upplevt turnéliv av det slag som filmen skildrar, om inte Vittorio De Sica hade lockat in henne i filmbranschen när hon var 15 år. Fellini utformade först ett synopsis och sedan huvuddelen av manuskriptet utifrån Del Poggios idé. Filmen var i mycket ett familje- och vänskapsprojekt där fem goda vänner bildade ett eget kooperativt produktionsbolag efter att Fellinis synopsis refuserats av Lux film som ville att de skulle göra en film om något helt annat. Lattuada gav Fellini möjligheten att för första gången delta i regiarbetet och eftersom filmen blev en kritikersuccé blev den också startskottet för Fellinis karriär som regissör.

## Om filmen
Efter initiala svårigheter med att hitta en finansiär bestämde sig fem vänner för att de skulle bilda ett eget produktionsbolag för filmen. Lattuada och Del Poggio, Fellini och hans hustru Giulietta Masina samt John Kitzmiller bildade tillsammans ett kooperativt filmbolag och tillsatte Lattuadas syster Bianca Lattuada som VD. Filmen skulle innehålla mycket musik och ytterligare en familjemedlem som drogs in i produktionen blev därför Lattuadas far, kompositören Felice Lattuada som gjorde all musik till filmen. Den blev en kritikersuccè men kom efterhand att innebära ett definitivt slut för både det fruktbara samarbetet och den goda vänskapen mellan de två regissörerna. Det har efteråt förts en tidvis närmast förtalsliknande debatt om vem som egentligen gjorde det mesta arbetet med filmens regi. I debatten har både Lattuada och Fellini själva deltagit med utsagor som verkar ha en tendens att i någon mån överdriva deras respektive roller i sammanhanget. Ord står mot ord och det finns ingen bevarad dokumentation som med säkerhet kan styrka hur regiarbetet fördelades.

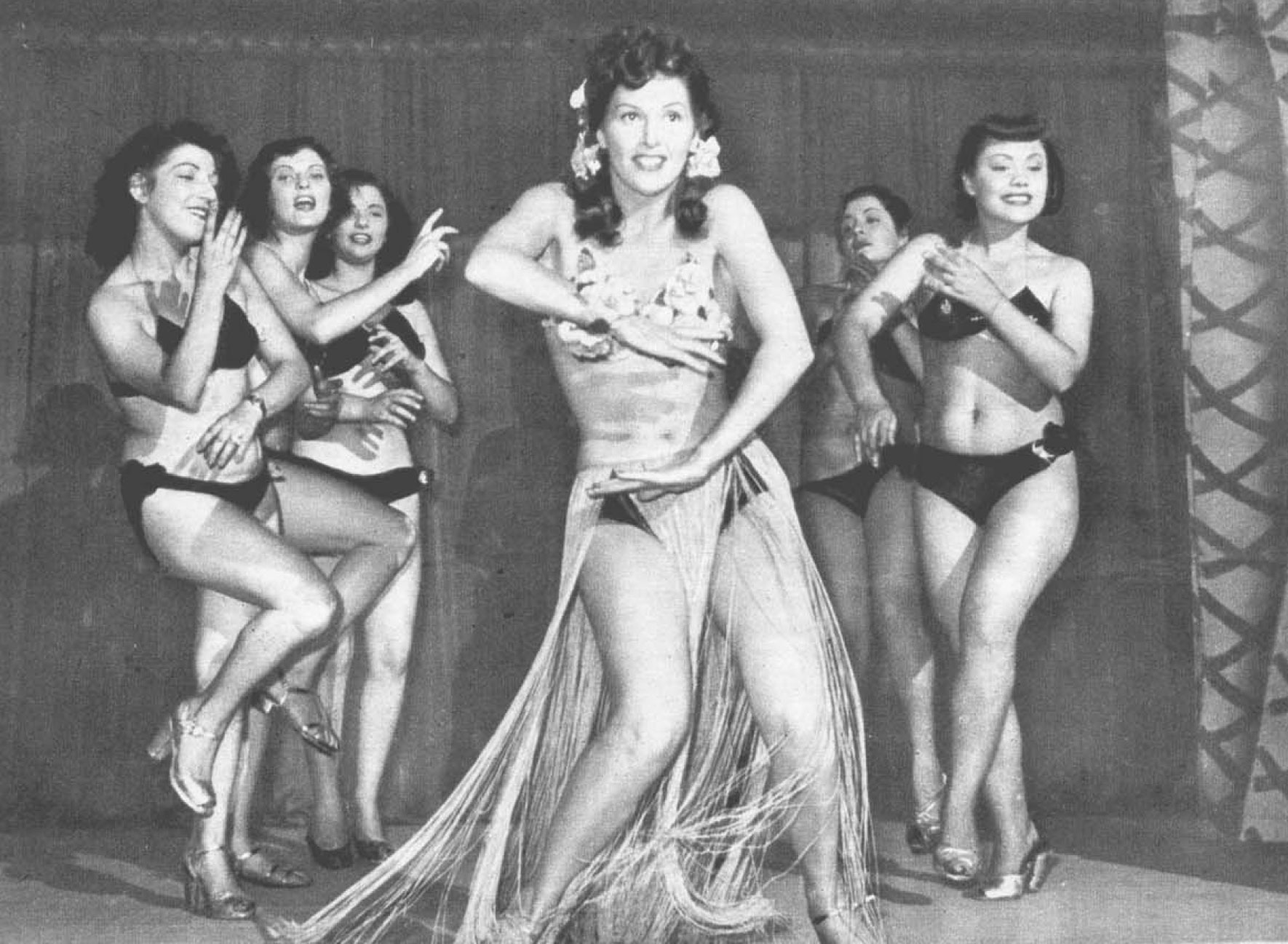
Carla Del Poggio i sin drömroll som revyns huvudnummer. Dansaren i mitten till vänster är den blivande stjärnan Sophia Loren (då Sofia Lazzaro).

## Handling i huvuddrag
Checco Dalmonte (Peppino De Filippo) leder ett turnerande provinsiellt teatersällskap som ger klassiska varietéföreställningar på mindre orter och hankar sig fram med små ekonomiska resurser. Han är förlovad med Melina Amour (Giulietta Masina) som är sällskapets ledande kvinnliga stjärna. Under en föreställning i en mindre stad finns Liliana "Lilly" Antonelli (Carla Del Poggio) i publiken. Hon ber efter föreställningen om att få ansluta sig till gruppen men får ett nej eftersom man anser att hon antagligen bara skulle innebära ytterligare kostnader för det redan ekonomiskt hårt pressade sällskapet. Hon vägrar att acceptera avslaget och följer efter gruppen till nästa stad där hon lyckas få Checco att ge henne chansen att uppträda som dansande subrett. Det visar sig att Liliana är en bättre dansare än någon annan i gruppen och hon blir snabbt hela föreställningens huvudnummer.
Föreställningen och särskilt Liliana uppskattas av en rik åskådare, advokaten La Rosa (Carlo Romano), som bjuder hela sällskapet hem till sig. De ser fram emot en gratis middag men La Rosas avsikt är egentligen att förföra Liliana och när det uppdagas blir Checco svartsjuk och förhindrar La Rosa från att genomföra planen. Advokaten kastar då ut sällskapet som får återvända till staden gående. Under promenaden avviker Checco från Melinas sida och går i stället tillsammans med Liliana. Inom kort överger Checco gruppen och sin fästmö med syftet att bilda en ny grupp med Liliana som stjärna. Liliana upptäcker emellertid snart att Checco inte kan åstadkomma det han lovar och lämnar honom för en rik impressario som kan det. Checco återvänder till Melina och de fortsätter turnera med det lilla fattiga sällskapet medan Liliana under tiden blir impressarions älskarinna och fortsätter sin karriär på en högre nivå.
Filmen slutar en kväll på en järnvägsstation när Liliana, klädd i dyra kläder av senaste mode sitter på ett förstaklasståg på väg till Milano med sin älskare. Hon ser då genom tågfönstret en skymt av Checco och hans sällskap som samlats för att ta ett folktåg till någon mindre ort där de ska ge sin nästa föreställning. Väl ombord på tåget börjar Checco prata med en ung kvinna som han försöker övertala att bli sällskapets nya subrett efter Liliana. Det verkar som att Checco inte har lärt sig sin läxa utan är på väg att upprepa sitt misstag.

## Mottagandet
Filmen blev en stor kritikersuccé men en ekonomisk katastrof för de inblandade som det tog dem många år att hämta sig ifrån. Trots genomgående mycket goda recensioner svek publiken av skäl som Lattuada efteråt medgav att han aldrig riktigt förstått. En bidragande orsak kan vara att Mario Monicellis och Stefano Vanzinas film Vita da cani, som även den handlade om ett litet revysällskaps äventyr, hade premiär samma år och marknadsfördes på ett mer effektivt sätt. Den filmen gick med vinst trots att den konstnärligt inte höll riktigt lika hög klass som Lattuadas och Fellinis sista samarbetsprojekt.